# Мандичевський Евген Порфирович
Евген (Євген) Порфирович Мандичевський (1873, с. Зарваниця, нині Теребовлянський район, Тернопільська область — 1937, м. Кам'янка-Струмилова, нині м. Кам'янка-Бузька, Львівська область) — український письменник, педагог. Син пароха Зарваниці о. Порфирія Мандичевського, небіж о. Корнила Мандичевського.

## Життєпис
Народився 1873 року в с. Зарваниця (тоді Королівство Галичини і Володимирії, Австро-Угорська імперія, нині Теребовлянський район, Тернопільська область, Україна) в родині пароха Зарваниці о. Порфирія Мандичевського. Небіж отця Корнила Мандичевського — відомого священика та громадського діяча, посла Галицького краєвого сейму.
Навчався в університетах Львова, Ґраца, Берліна, за фахом — германіст. Вчителював у містах Перемишлі, Тернополі (1903—1909, українська гімназія; зокрема, у 1905/1906 навчальному році працював професором німецької мови, завідувачем німецької бібліотеки для молоді), Чернівцях. У 1904—1905 роках редагував педагогічний журнал «Молодіж» (Тернопіль).
Дебютував 1899 року новелою «Груша» в газеті «Діло». Твори публікував у «Літературно-науковому віснику», журналі «Дзвінок», газетах «Буковина», «Діло», «Подільське слово», «Руслан». збірнику «Українська муза», альманахах «З-над хмар із долин», «Багаття».
Автор збірок новел «З живого і мертвого» (1901), «Судьба» (1906), «В ярмі» (1907), повісті «Дві долі» (1904).
Помер 1937 року в містечку Кам'янка-Струмилова (нині м. Кам'янка-Бузька, Львівська область, Україна).

## Джерело
- Головин Б., Фроленков В. Мандичевський Евген Порфирович // Тернопільський енциклопедичний словник : у 4 т. / редкол.: Г. Яворський та ін. — Тернопіль : Видавничо-поліграфічний комбінат «Збруч», 2005. — Т. 2 : К — О. — С. 456. — ISBN 966-528-199-2.